# 4-й корпус (Югославські партизани)
4-й корпус (сербсько-хорватська лат. Četvrti korpus) — югославський партизанський корпус, що воював проти німців, Незалежної Держави Хорватії (НДХ) та четників на території окупованої Демократичної Федеративної Югославії під час Другої світової війни.
Він був створений 22 листопада 1942 року з 6-ї Лікської, 7-ї Банійської та 8-ї Кордунської дивізій як 1-й Хорватський корпус. Перейменований на 4-й (Хорватський) корпус 5 жовтня 1943 року.
Командиром корпусу був Іван Гошняк, а пізніше Іван Рукавіна. Політичний комісар Вечеслав Холєвац, майбутній мер Загреба.
Корпус діяв у Хорватії, на південь від річки Сави та в долині річки Уна. Під час наступу військ Четвертої осі («Біла справа») корпус брав активну участь у боях в районі Бані та Кордуна та обороняв звільнену територію Ліки. Протягом 1943 року він провів успішні дії та створив звільнену територію між річками Уна і Сава, в Словенії, Горський Котар і Ліка.
У завершальних операціях югославської армії 1945 року корпус брав участь у звільненні Біхача, Ліки, Карловаца і Загреба. Розформований 15 травня 1945 року.